# André Lagarde
Pour les articles homonymes, voir Lagarde.
Pour l'auteur occitan, voir André Lagarde.
André Lagarde, né le 13 octobre 1912 à Touille dans la Haute-Garonne et mort le 19 novembre 2001 à Neuilly-sur-Seine, est un professeur et historien de la littérature française.

## Biographie
Élève du grand lycée de garçons de Toulouse, il obtient l'agrégation de lettres en 1938. Nommé professeur en classe préparatoire dans le lycée où il a été élève, il y fait la connaissance de son collègue Laurent Michard. Il enseigne de 1943 à 1949 au lycée Jeanne-d'Albret à Saint-Germain-en-Laye, puis au lycée Buffon ainsi qu'au prestigieux lycée Louis-le-Grand à Paris.  
Professeur au lycée Louis-le-Grand dans les années 1950-1969 en lettres supérieures, puis en Première supérieure à partir de 1963, André Lagarde fut avec Laurent Michard, alors professeur de lettres supérieures et première supérieure  au lycée Henri-IV, l'auteur de célèbres manuels scolaires connus sous le nom de Lagarde et Michard, recueils de textes choisis, présentés et commentés des auteurs français dans leur succession chronologique et qui servaient de base à l'enseignement de la littérature française dans les lycées. Une riche illustration, parfois en couleur, picturale et photographique (innovation fortement appréciée à l'époque) accompagne les textes.
L’Académie française leur décerne le prix Bordin en 1961 pour Les grands auteurs français.
En 1969, après avoir été agressé pendant son cours par des manifestants d'extrême gauche faisant irruption à la manière de la révolution culturelle chinoise, le traitant de « fasciste », ou lors d'une altercation au moment d'un concours blanc, il est victime d'un infarctus, sort sur une civière de Louis-le-Grand où il ne reviendra plus. Il est nommé inspecteur général de l'instruction publique.
Il est enterré au cimetière des tilleuls de Royan.